# Warendorfer Bahn
| Strecke                                                                    |      | von Wanne-Eickel                          | von Wanne-Eickel                          |
| Abzweig geradeaus und von links                                            |      | Baumbergebahn von Coesfeld                | Baumbergebahn von Coesfeld                |
| Abzweig geradeaus und von rechts                                           |      | von Hamm (Westf), von Lünen               | von Hamm (Westf), von Lünen               |
| Bahnhof                                                                    | 0,0  | Münster (Westf) Hbf ⊙                     | Münster (Westf) Hbf ⊙                     |
| Abzweig geradeaus und nach links                                           |      | nach Rheine, nach Enschede                | nach Rheine, nach Enschede                |
| Abzweig geradeaus und nach links                                           |      | nach Osnabrück                            | nach Osnabrück                            |
| Brücke über Wasserlauf                                                     | 2,7  | Dortmund-Ems-Kanal                        | Dortmund-Ems-Kanal                        |
| Strecke mit Straßenbrücke                                                  | 3,2  | Bundesstraße 51                           | Bundesstraße 51                           |
| ehemaliger Haltepunkt / Haltestelle                                        | 3,6  | St. Mauritz                               | St. Mauritz                               |
| Kreuzung geradeaus unten                                                   | 3,9  | Umgehungsbahn                             | Umgehungsbahn                             |
| Brücke über Wasserlauf                                                     | 5,1  | Werse                                     | Werse                                     |
| ehemaliger Haltepunkt / Haltestelle                                        | 5,8  | Handorf                                   | Handorf                                   |
| ehemaliger Haltepunkt / Haltestelle                                        | 8,6  | Jägerhaus                                 | Jägerhaus                                 |
| Bahnhof                                                                    | 10,9 | Telgte ⊙                                  | Telgte ⊙                                  |
| ehemaliger Haltepunkt / Haltestelle                                        | 17,2 | Raestrup-Everswinkel ⊙ bis 12/2016        | Raestrup-Everswinkel ⊙ bis 12/2016        |
| Haltepunkt / Haltestelle                                                   | 19,1 | Warendorf-Einen-Müssingen seit 12/2016    | Warendorf-Einen-Müssingen seit 12/2016    |
| Abzweig geradeaus und ehemals von rechts                                   |      | von Neubeckum der WLE                     | von Neubeckum der WLE                     |
| Bahnhof                                                                    | 25,6 | Warendorf ⊙                               | Warendorf ⊙                               |
| ehemaliger Haltepunkt / Haltestelle                                        | 30,7 | Vohren                                    | Vohren                                    |
| ehemaliger Dienststation / Betriebs- oder Güterbahnhof                     | 33,4 | Awanst Beelen-Gemeinde                    | Awanst Beelen-Gemeinde                    |
| Bahnhof                                                                    | 35,0 | Beelen ⊙                                  | Beelen ⊙                                  |
| Haltepunkt / Haltestelle                                                   | 41,9 | Clarholz ⊙                                | Clarholz ⊙                                |
| Bahnhof                                                                    | 45,0 | Herzebrock ⊙                              | Herzebrock ⊙                              |
| Verschwenkung von links · Verschwenkung von rechts (Strecke außer Betrieb) |      | ursprüngl. Streckenführung niveaugleich ⊙ | ursprüngl. Streckenführung niveaugleich ⊙ |
| Kreuzung geradeaus unten · Abzweig ehemals geradeaus und von rechts        |      | von Hamm (Westf) ⊙                        | von Hamm (Westf) ⊙                        |
| Verschwenkung nach links · Verschwenkung nach rechts                       |      | ⊙                                         | ⊙                                         |
| Bahnhof                                                                    | 50,1 | Rheda-Wiedenbrück ⊙                       | Rheda-Wiedenbrück ⊙                       |
| Abzweig ehemals geradeaus und nach links                                   |      | nach Bielefeld                            | nach Bielefeld                            |
| Strecke (außer Betrieb)                                                    |      | nach Wiedenbrück (s. u.)                  | nach Wiedenbrück (s. u.)                  |

| Strecke                                                  |      | von Soest                                 | von Soest                                 |
| Bahnhof                                                  | 0,0  | Lippstadt                                 | Lippstadt                                 |
| Abzweig geradeaus und nach rechts                        |      | nach Paderborn                            | nach Paderborn                            |
| Abzweig ehemals geradeaus und nach links                 |      | nach Beckum                               | nach Beckum                               |
| Haltepunkt / Haltestelle (Strecke außer Betrieb)         | 3,7  | Lipper-Bruchbaum                          | Lipper-Bruchbaum                          |
| Abzweig geradeaus und von rechts (Strecke außer Betrieb) |      | Anschluss vom Fliegerhorst Lipperbruch    | Anschluss vom Fliegerhorst Lipperbruch    |
| Bahnhof (Strecke außer Betrieb)                          | 5,7  | Bad Waldliesborn                          | Bad Waldliesborn                          |
| Bahnhof (Strecke außer Betrieb)                          | 9,5  | Benteler ⊙                                | Benteler ⊙                                |
| Bahnhof (Strecke außer Betrieb)                          | 13,0 | Langenberg (Westf) ⊙                      | Langenberg (Westf) ⊙                      |
| Haltepunkt / Haltestelle (Strecke außer Betrieb)         | 13,9 | Brauerei Dittmann ⊙                       | Brauerei Dittmann ⊙                       |
| Haltepunkt / Haltestelle (Strecke außer Betrieb)         | 16,8 | Batenhorst ⊙                              | Batenhorst ⊙                              |
| Abzweig geradeaus und von rechts (Strecke außer Betrieb) |      | Sennebahn von Sennelager ⊙                | Sennebahn von Sennelager ⊙                |
| Bahnhof (Strecke außer Betrieb)                          | 19,2 | Rheda-Wiedenbrück Süd ⊙ ehem. Wiedenbrück | Rheda-Wiedenbrück Süd ⊙ ehem. Wiedenbrück |
| Abzweig ehemals geradeaus und von rechts                 |      | von Bielefeld ⊙                           | von Bielefeld ⊙                           |
| Bahnhof                                                  | 24,0 | Rheda-Wiedenbrück ⊙ ehem. Rheda (Westf)   | Rheda-Wiedenbrück ⊙ ehem. Rheda (Westf)   |

Die Warendorfer Bahn ist eine eingleisige Nebenbahn von Münster über Warendorf nach Rheda-Wiedenbrück. Sie ist ein Teilstück der ehemaligen Bahnstrecke Münster–Rheda–Lippstadt.
Laut der Deutschen Bahn war sie vor 2013 die unfallträchtigste Bahnstrecke Deutschlands. Dies hat damit zu tun, dass zahlreiche Bahnübergänge an der meist direkt neben der Bundesstraße 64 verlaufenden Bahnstrecke nicht technisch gesichert sind. Der Zug muss sich häufig mit Signal ankündigen, was den Spitznamen Pängel Anton mit sich brachte.

## Geschichte

### Allgemein

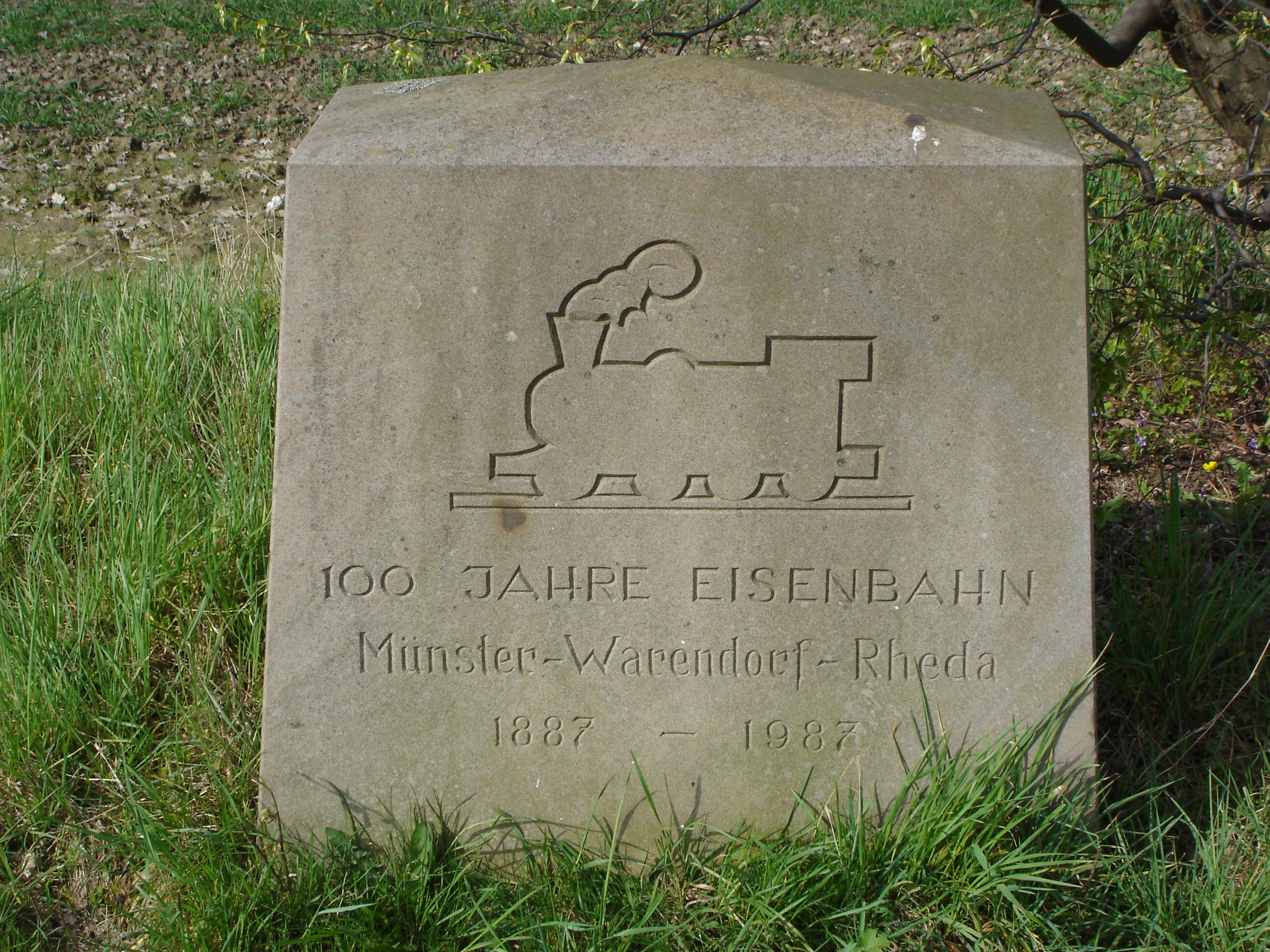
Gedenkstein 100 Jahre Warendorfer Bahn zwischen Müssingen und Warendorf

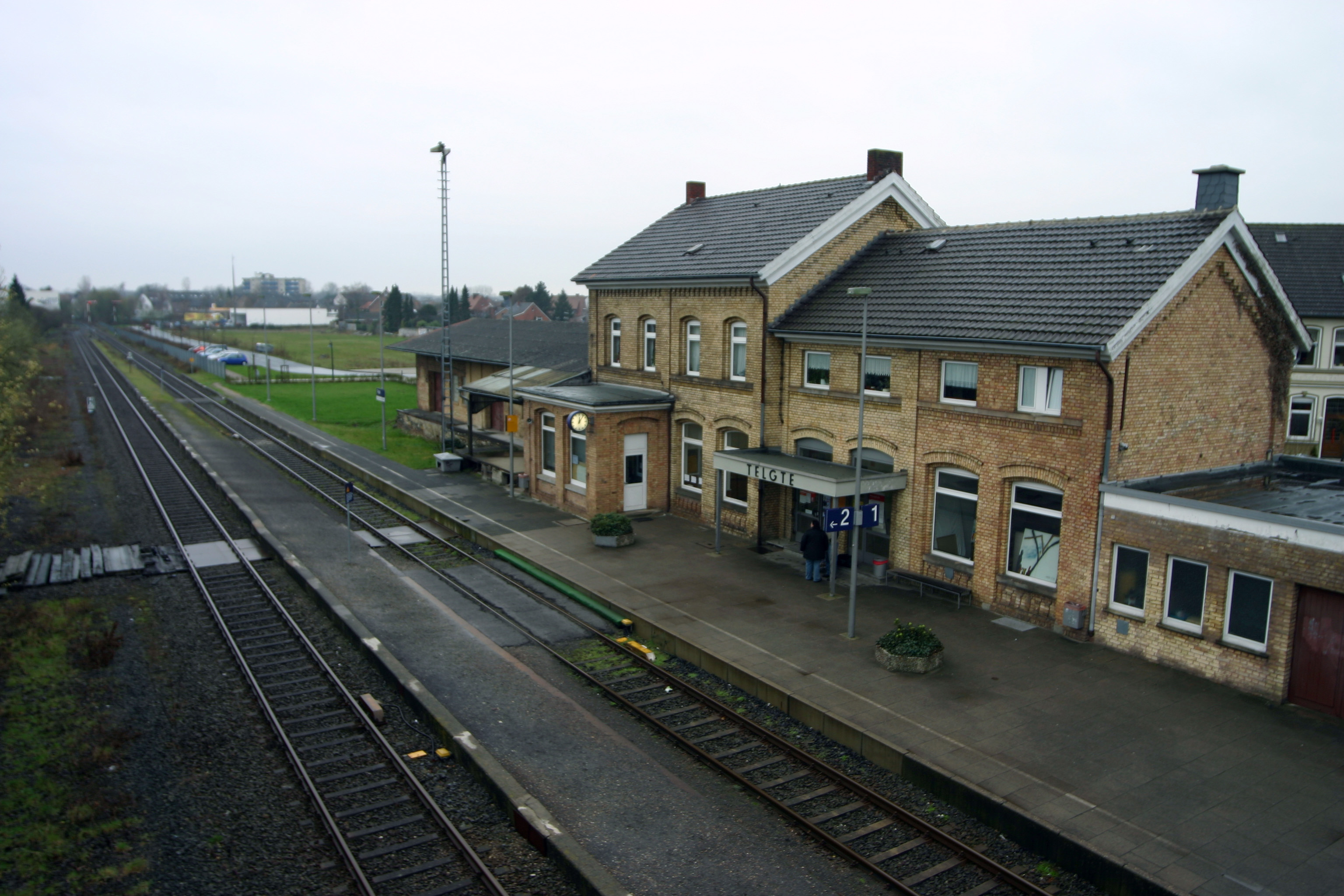
Bahnhof Telgte (2007)

Nachdem zunächst Planungen für eine Schmalspurbahn von Münster nach Telgte bestanden hatten, wurde eine Strecke von Münster über Warendorf und Rheda nach Lippstadt als Vollspurbahn errichtet. Am 8. Februar 1886 wurde der Zugbetrieb zwischen Münster und Warendorf aufgenommen, 1887 ging die Warendorfer Bahn bis Rheda in Betrieb.
Anfang der 1980er Jahre wollte die Deutsche Bundesbahn die Strecke wegen Unwirtschaftlichkeit im Abschnitt Warendorf – Rheda-Wiedenbrück stilllegen.
Bis zum Fahrplanwechsel 2013/14 wurde die Strecke von der NordWestBahn bedient, seitdem fährt die Eurobahn.

### Rhedaer Bahn
Mit „Rhedaer Bahn“ wird die Strecke von Rheda über Wiedenbrück, Langenberg und Bad Waldliesborn nach Lippstadt bezeichnet. Am 30. November 1979 fuhr hier der letzte Personenzug. Der Güterverkehr zwischen Langenberg und Lippstadt wurde am 16. Juni 1983 eingestellt. Das Gleis ist seit 1985 abgebaut. Am 30. November 1995 wurde die Teilstrecke Wiedenbrück Süd – Langenberg stillgelegt (Güterverkehr bis 1. Dezember 1994), am 1. Mai 2001 folgte das Reststück (Güterverkehr bis 31. Dezember 2000). Seit 2006 bemühte sich die Westfälische Localbahn um eine Reaktivierung der Strecke als Museumsbahn, obwohl der Entwidmungsbescheid über die Freistellung von Bahnbetriebszwecken des Eisenbahn-Bundesamtes vorliegt. Die Stadt Rheda-Wiedenbrück baut seit 2009 auf der alten Trasse einen Fahrradweg. Nachdem verschiedene Bahnübergänge in Wiedenbrück schon vor längerer Zeit rückgebaut worden waren, wurde im Frühjahr 2009 zunächst im Rahmen der Sanierung einer Straße in Rheda an Stelle des vordem dort befindlichen Bahnübergangs eine Querungsmöglichkeit für diesen Fahrradweg angelegt. Der zweite Bahnübergang in Rheda sowie das Gleis im gesamten Stadtgebiet wurden im Sommer 2009 zurückgebaut.
In Bad Waldliesborn blieb bei Bahnkilometer 5,7 am ehemaligen Haltepunkt ein 300 Meter langes Gleisstück und der alte Bahnsteig mit Stationsschild erhalten. Dort stand von 1985 bis 2002 als Denkmal der Uerdinger Schienenbus Beiwagen 998 229-9. Er wurde zunächst als Bahnhofsbuchhandlung, später als Fahrradabstellraum genutzt. Den Beiwagen übernahmen 2002 die Eisenbahnfreunde in Oelde, später in 2014 die Eifelbahn.

## Strecke

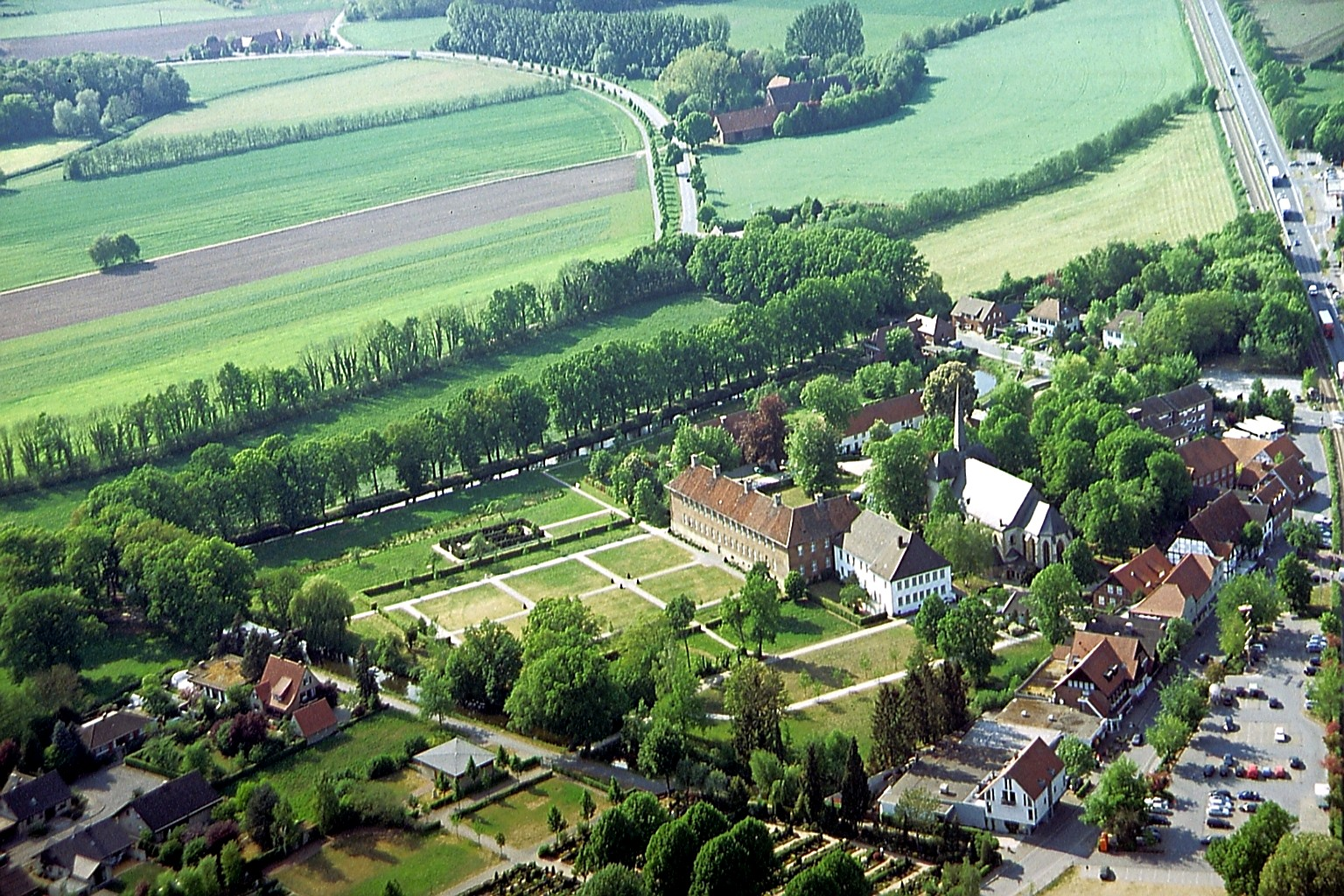
Clarholz, Luftaufnahme des Klostergeländes, oben rechts die B 64 mit der parallel verlaufenden Bahnstrecke

Ein Großteil der Strecke verläuft entlang der Bundesstraße 64. In allen Ortsdurchfahrten verschwenkt die Bahnstrecke weg von der Straße, außer in Clarholz, wo sie auch im Ort direkt straßenbegleitend verläuft. Eine Vielzahl größtenteils unbeschrankter Bahnübergänge ist der Grund für die niedrige Streckengeschwindigkeit von überwiegend maximal 60 km/h. Kurz vor dem Bahnhof Rheda-Wiedenbrück unterquert die Warendorfer Bahn die Bahnstrecke Hamm–Minden und schließt dadurch nicht an die Personengleise an, sondern mit eigenem Bahnsteig an die Gütergleise – so konnte die Warendorfer Bahn ohne niveaugleiches Kreuzen in die Hauptbahn eingefädelt werden.
Mit dem Fahrplan 2006/07 wurde die Streckengeschwindigkeit zwischen Warendorf und Beelen auf 100 km/h heraufgesetzt. Dafür waren zahlreiche Umbauten an der Strecke und die Beseitigung oder technische Sicherung von zahlreichen Bahnübergängen notwendig. Gleichzeitig wurde der Haltepunkt Vohren geschlossen, der zuvor nur noch von einem morgendlichen Zug bedient wurde. Durch diese Maßnahme konnte auch östlich von Warendorf ein Stundentakt auf der Linie eingeführt werden. Zuvor verkehrten die Züge zwischen Warendorf und Bielefeld nur im Zweistundentakt.
Im Oktober 2009 wurde der Streckenabschnitt zwischen Münster und Warendorf teilweise erneuert und die Strecke zwischen Münster und Beelen an das elektronische Stellwerk im Bahnhof Coesfeld angeschlossen, der Abschnitt Beelen – Rheda folgt später. Von hier aus geschieht die vollständige Betriebsführung, was den Einsatz einzelner Fahrdienstleiter, Weichen- und Schrankenwärter überflüssig macht. Im Zuge dessen wurde in den Bahnhöfen Telgte, Warendorf und Beelen die veraltete mechanische Technik zurückgebaut.
Ende August 2011 wurden weitere Teile der Gleise und des Schotterbetts zwischen Münster und Warendorf komplett erneuert: Ein ca. 1 km langer Abschnitt erstreckt sich von Höhe Rochus-Hospital bis zum Bahnhof Telgte, ein weiterer, ca. 5 km langer Abschnitt von Raestrup bis zum Bahnübergang am Restaurant Allendorf.

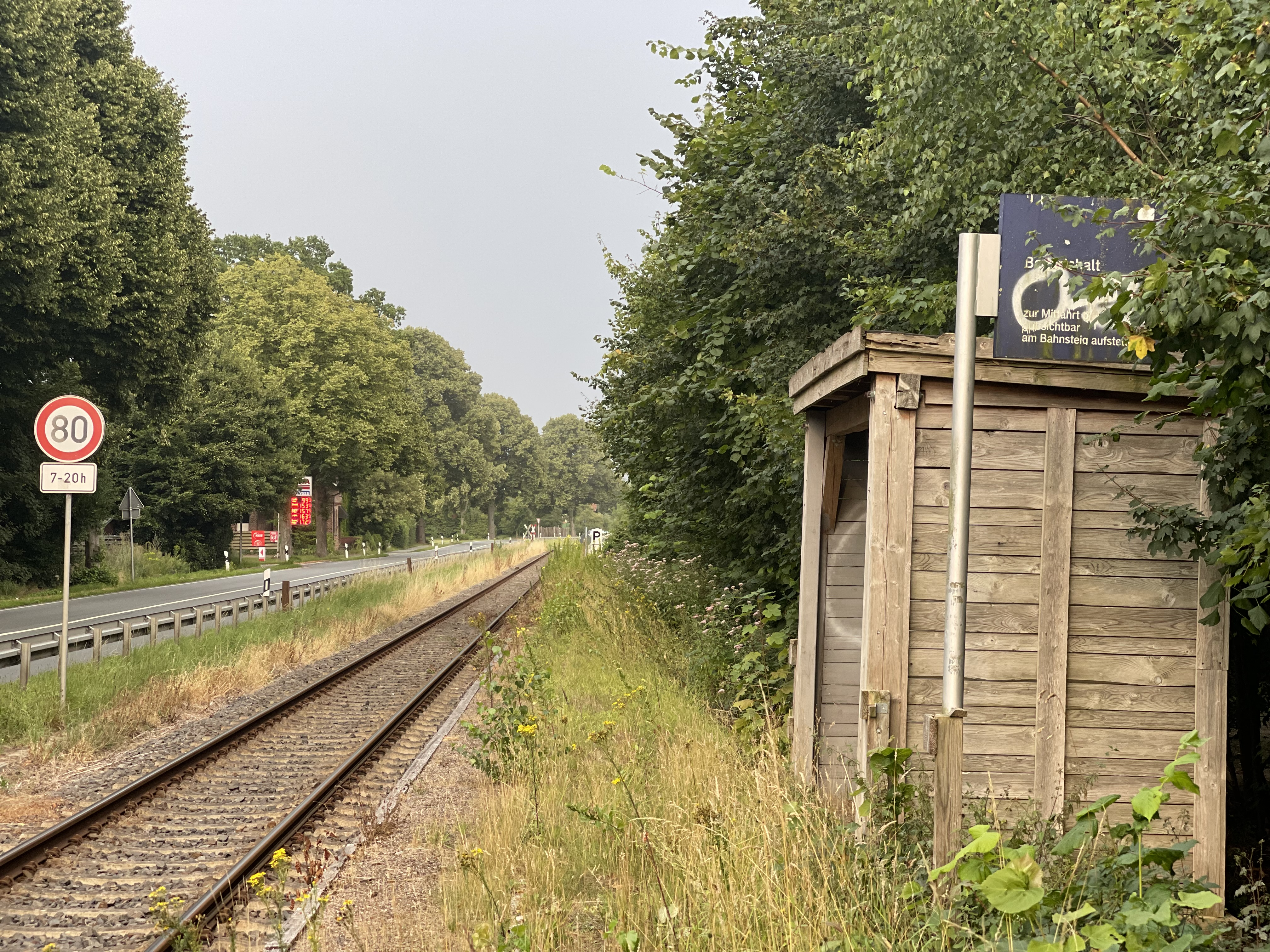
Der Bahnsteig am ehemaligen Bedarfshaltepunkt Raestrup-Everswinkel. (2025)

Auf Warendorfer Stadtgebiet wurde im Dezember 2016 der Haltepunkt Warendorf-Einen/Müssingen fertiggestellt und damit die Station Raestrup-Everswinkel geschlossen. Im Bereich des neuen Haltepunktes mussten die Gleise neu trassiert werden, um ausreichend Platz für die neue Bahnübergangssicherungsanlage zu schaffen.

## Planungen
Als Baumaßnahmen in den nächsten Jahren ist vorgesehen, durch die technische Sicherung von drei bedeutenderen und der Schließung von 22 kleinen Bahnübergängen die Streckengeschwindigkeit zwischen Münster und Telgte zu erhöhen. Den Planungen zufolge sollen die drei technisch voll gesicherten Bahnübergänge an der Einmündung der neuen Kreisstraße K 50n (in Höhe Haus Droste), an der Einmündung Blanke/Delsener Heide und bei der Kreuzung zur Kreisstraße 19 in Raestrup entstehen. Außerdem sollen die nicht technisch gesicherten Bahnübergänge zwischen Beelen und Clarholz aufgehoben werden.
Der Zweckverband Nahverkehr Westfalen-Lippe hat in der Vergangenheit vergeblich versucht, den Ausbau der Strecke über den ÖPNV-Bedarfsplan des Landes Nordrhein-Westfalen zu finanzieren. Konkret geht es dabei um eine Geschwindigkeitserhöhung von derzeit stellenweise 60 km/h auf 100 km/h. Dazu müssen Bahnübergänge geschlossen bzw. technisch gesichert werden. Durch diese Maßnahme soll sich die Fahrzeit zwischen den Oberzentren Bielefeld und Münster über die Warendorfer Bahn von derzeit ca. 90 Minuten auf 70 Minuten reduzieren, womit die direkte Linie RB 67 schneller als die Umwegverbindung via Hamm wird. Durch die Beschleunigung kann im Grundtakt ein Umlauf eingespart sowie ein Halbstundentakt zwischen Münster und Warendorf eingeführt werden. Die Maßnahme soll bis 2025 umgesetzt werden. Dabei werden 27 unbeschrankte Bahnübergänge zwischen Münster und Rheda-Wiedenbrück technisch gesichert und weitere 27 Übergänge aufgelassen.
Im November 2019 hat der Zweckverband Nahverkehr Westfalen-Lippe die Angebotskonzeption einer möglichen S-Bahn Münsterland vorgestellt. Diese sieht eine halbstündliche S-Bahn zwischen Münster und Warendorf vor, die gegenüber der heutigen Regionalbahn-Linie zusätzlich an einer neuen Station Münster Danziger Freiheit hält. Stündlich soll die S-Bahn-Linie weiter nach Bielefeld verkehren. Neben der S-Bahn-Linie ist eine stündliche RE-Linie Münster – Bielefeld vorgesehen, die unterwegs nur in Telgte, Warendorf, Beelen, Rheda-Wiedenbrück und Gütersloh hält. Für das Vorhaben sind drei zusätzliche Begegnungsabschnitte, eine Geschwindigkeitserhöhung auf 120 km/h, ein Zugdeckungssignal in Münster Hauptbahnhof und zusätzliche Bahnsteige in Gütersloh und Isselhorst-Avenwedde notwendig.

## Angebot
Die Warendorfer Bahn wird im Personennahverkehr von der Regionalbahn RB 67 „Der Warendorfer“ von Münster bis Bielefeld im Stundentakt bedient.

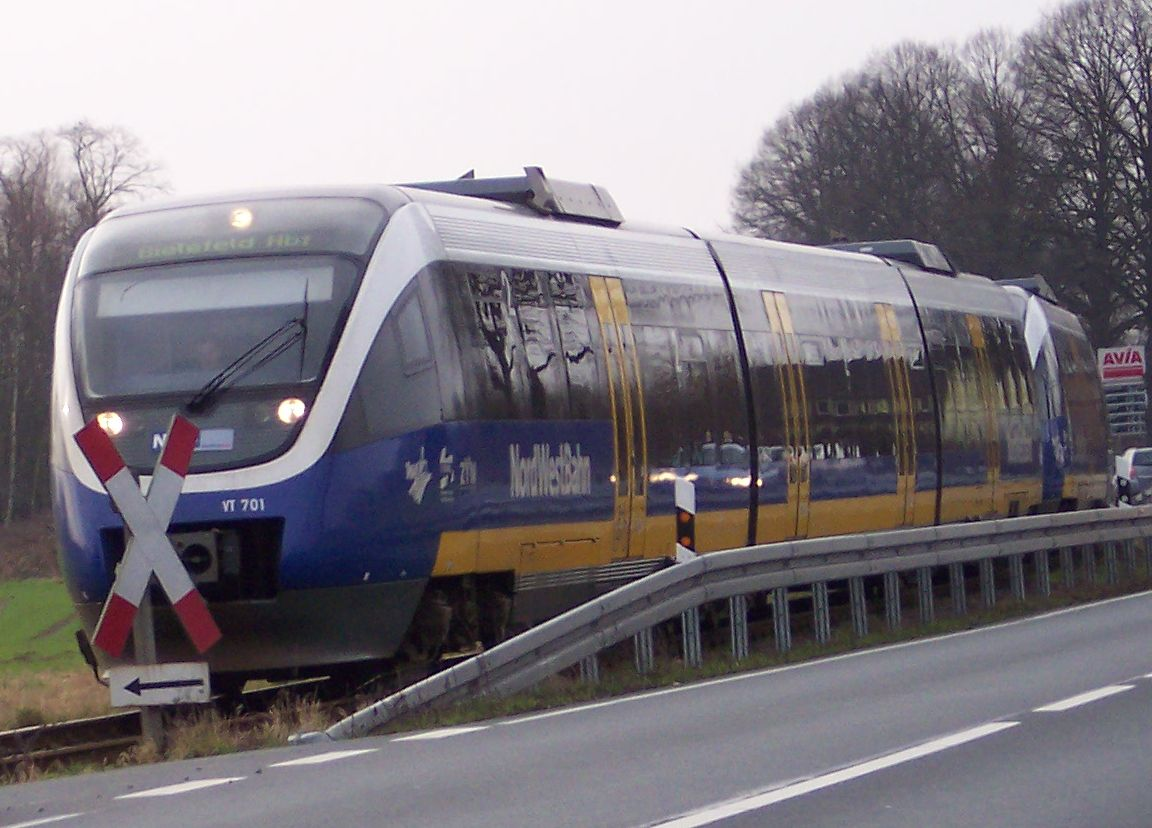
Zug der NordWestBahn (vor 2014) bei Raestrup-Everswinkel

Die Kreuzungen finden in Beelen und bei Stundentakt zusätzlich in Telgte statt. Da die Symmetriezeit des Fahrplans etwa drei Minuten später als allgemein üblich liegt, wird in Brackwede der Anschluss zur Sennebahn in Richtung Paderborn verpasst. Der Stundentakt für die gesamte Strecke konnte erstmals mit dem Fahrplan 2006/07 eingeführt werden. Zuvor wurde der Abschnitt zwischen Warendorf und Rheda-Wiedenbrück überwiegend im Zwei-Stunden-Takt bedient. Zwischen Münster und Warendorf wurde bereits ein Stundentakt angeboten. Voraussetzung dafür war die Erhöhung der Streckengeschwindigkeit zwischen Warendorf und Beelen von 60 km/h auf 100 km/h. Insgesamt sind die Streckengeschwindigkeiten jedoch sehr unterschiedlich verteilt. Zwischen Warendorf und Rheda sind meist 100 km/h zugelassen, während die 60 km/h zwischen Münster und Warendorf immer wieder durch einige kurze 20-km/h-Abschnitte unterbrochen werden, da sich hier unfallträchtige Bahnübergänge befinden. Auch auf dem östlichen Teil gibt es solche Stellen.
Durchgeführt wird der Schienenpersonennahverkehr im Auftrag des Verkehrsverbundes OstWestfalenLippe und des Zweckverbandes SPNV Münsterland von der Eurobahn, die Bombardier-Talent-Triebwagen entsprechend der DB-Baureihe 643 einsetzt. Die Durchschnittsgeschwindigkeit beträgt 50 km/h.

## Tarif
Für den öffentlichen Personennahverkehr gilt auf der gesamten Strecke der Westfalentarif. Tarifraumüberschreitend würde der NRW-Tarif gelten; diese Regelung ist für die Strecke aber nicht von Belang, da sie nur im Bereich des Westfalentarifs verläuft.

## Trivia
Die Linie wird aufgrund der hohen Anzahl an Verkehrsunfallopfern durch Missachtung der Verkehrsregeln an Bahnübergängen umgangssprachlich auch als „Westfalentöter“ bezeichnet.
Der Bahnhof Herzebrock verfügt über ein Gleis. Dieses trägt den Namen "Gleis 2". Einstmals gab es noch ein "Gleis 1", das aber schon vor vielen Jahren aufgegeben und schließlich entfernt wurde.